# Stampede (Krokus-Album)
Stampede ist das elfte Studioalbum der schweizerischen Hard-Rock-Band Krokus.

## Hintergrund
Nach den Abgängen der langjährigen Mitglieder Marc Storace und Fernando von Arb löste sich Krokus auf und das endgültige Ende der Band schien nah. Chris von Rohr blieb aber zunächst weiterhin aktiv und tourte im Anschluss zusammen mit Sänger Peter Tanner, Leadgitarrist Many Maurer, Rhythmusgitarrist Tony Castell und Schlagzeuger Peter Haas unter dem Namen Grand Slam durch Deutschland, Österreich und Ungarn, teilweise im Vorprogramm von Bonfire. Grand Slam spielte überwiegend das auf Hammer and Tongue enthaltene Solomaterial von Rohrs. Danach gingen Chris von Rohr und seine Mitstreiter allerdings getrennte Wege und ironischerweise füllte Fernando von Arb die von Chris von Rohr hinterlassene Lücke. Im Anschluss absolvierte die Formation Anfang 1990 zunächst weiterhin unter dem Namen Grand Slam ein paar Konzerte, ehe der Beschluss gefasst wurde, in dieser Besetzung ein neues Studioalbum aufzunehmen. Dies war letztlich der Startschuss für eine völlig neue, ausschließlich aus Schweizern bestehende Besetzung von Krokus, denn nach einigen Überlegungen stand fest, dass das neue, wiederum in den Pink Tonstudios in Zuchwil angegangene und schließlich Stampede getaufte Werk eben unter dem Banner der erfolgreichsten schweizerischen Rockband aller Zeiten erscheinen sollte. Dieser ohnehin schon als Überraschung wahrgenommene Fakt sollte aber hinsichtlich des Line-Ups noch mit einer weiteren, in Bezug auf Krokus zumindest bemerkenswerten Tatsache aufwarten: Da nach Fernando von Arbs Meinung die Gitarristen Maurer und Castell gut miteinander harmonierten, und er überdies selbst Interesse zeigte, den viersaitigen Tieftöner in einer Band zu spielen, übernahm der jahrelange Gitarrist erstmals aber auch einmalig in der Bandgeschichte hauptamtlich den Bass. Das Album erschien schließlich im November 1990, erinnerte musikalisch aber vor allem klangtechnisch wieder mehr an Krokus in ihrer Headhunter-Phase als die beiden Vorgänger Heart Attack und Change of Address und war zudem auch das  härteste Werk der Schweizer seit Headhunter. Außerdem enthält es z. B. mit dem Titelsong „Stampede“, mit „Rock ’n’ Roll Gypsy“ oder „Shotgun Boogie“ einige für die Band typische Hard-Rock-Songs und dennoch erhielt das zumindest bis auf Platz 18 in den schweizerischen Albumcharts gestiegene Album nicht die gewünschte Aufmerksamkeit. Dies lag zum einen daran, dass es zunächst nur in der Schweiz veröffentlicht wurde, überdies womöglich, weil es das nach dem Debütalbum Krokus erste Werk ohne zusätzlicher Singlepromotion war und wohl nicht zuletzt an den diesmal radikalen Line-Up-Veränderungen – mit Marc Storace fehlte die Stimme von Krokus, mit Mark Kohler ein etablierter Gitarrist und mit Chris von Rohr ein Bandleader und Songwriter. Doch Personalwechsel sollten die Band auch weiterhin begleiten: Nachdem bei Fernando von Arb Lymphkrebs festgestellt wurde, brach das Line-Up wieder auseinander und Krokus lag vorerst auf Eis. Erst nach von Arbs vollständiger Genesung wurde die Formation 1994 wiederbelebt, diesmal allerdings fast in der Besetzung von One Vice at a Time: Neben von Arb und Many Maurer vervollständigten die Rückkehrer Marc Storace, Mark Kohler und Freddy Steady die Band. Die EP You Ain’t Seen Nothin’ Yet und das Album To Rock or Not to Be sollten folgen. Stampede wurde im Jahr 1999 im Doppelpack mit To Rock or Not to Be wiederveröffentlicht, wodurch es erstmals auch international offiziell erhältlich war. Die Wiederveröffentlichung enthält das 1994 im Line-Up Storace, von Arb, Kohler, Maurer und Steady entstandene Bachman-Turner-Overdrive-Cover „You Ain’t Seen Nothin’ Yet“.

## Titelliste
1. Stampede (4:42) (Fernando von Arb/Many Maurer/Peter Tanner)
2. Electric Man (5:23) (von Arb/Maurer/Tanner)
3. Rock ’n’ Roll Gypsy (4:36) (von Arb/Maurer/Tanner)
4. Shotgun Boogie (5:20) (von Arb/Maurer/Tanner/Patrick Mason)
5. Nova-Zano (6:27) (von Arb/Maurer/Tanner/Mason)
6. Street Love (4:31) (von Arb/Maurer/Tanner)
7. Good Times (4:43) (von Arb/Maurer/Tanner)
8. She Drives Me Crazy (5:13) (von Arb/Maurer/Tanner/Mason)
9. In the Heat of the Night (7:00) (von Arb)
10. Rhythm of Love (5:23) (von Arb/Maurer/Tanner/Mason)
11. Wasteland (7:03) (Maurer/Tanner)

### Bonustrack der Wiederveröffentlichung von 1999
1. You Ain’t Seen Nothin’ Yet (3:54) (Randy Bachman)

### Coverversion
- „You Ain’t Seen Nothin’ Yet“ ist eine Bachman-Turner-Overdrive-Coverversion. Das Lied wurde ursprünglich 1974 auf dem Album Not Fragile veröffentlicht.

## Besetzung
Gesang: Peter Tanner
Leadgitarre: Many Maurer
Rhythmusgitarre: Tony Castell
Bass, Akustikgitarre: Fernando von Arb
Schlagzeug: Peter Haas